# Кравченко, Татьяна Викторовна
Кравченко, Татьяна Викторовна (Молчанова) (13 июня, 1940, Москва, СССР — 25 мая 2016, Москва, Российская Федерация) — советская гимнастка (художественная гимнастика). Двукратная чемпионка мира (1965 и 1967). Заслуженный мастер спорта СССР (1968).

## Карьера
Выступала за сборную СССР в 1958—1968 годах. Тренировалась у Марии Лисициан.
На мировом первенстве в Праге (1965) завоевала первую высшую награду на мировом первенстве в упражнениях без предмета. Во второй раз победила на чемпионате мира в Копенгагене (1967). в групповых упражнениях. Завоевала в общей сложности семь наград на чемпионатах мира за десять лет выступлений.
После окончания выступлений более 10 лет была старшим тренером сборной СССР по художественной гимнастике. В дальнейшем отвечала за подготовку гимнасток сборной Москвы. Занималась преподаванием.
Во время проведения летних Олимпийских игр в Москве (1980) помогала с организацией гимнастического турнира.
После ухода на пенсию организовала детский спортивно-музыкальный ансамбль «Пларифм» и была инициатором организации ежегодного одноименного детского фестиваля.

## Семья
- Муж — Кравченко Валентин Александрович, мастер спорта по самбо. Один из первых в стране судей международной категории.
- Сын — Кравченко Андрей Валентинович, мастер спорта по гребле, тренер.

## Спортивные результаты
- 1963 чемпионат мира (Будапешт, Венгрия) — серебряная медаль в индивидуальном первенстве.
- 1963 чемпионат мира (Будапешт, Венгрия) — серебряная медаль в упражнениях без предмета.
- 1963 чемпионат мира (Будапешт, Венгрия) — серебряная медаль в упражнениях с предметом.
- 1965 чемпионат мира (Прага, ЧССР) — золотая медаль в упражнениях без предмета.
- 1965 чемпионат мира (Прага, ЧССР) — серебряная медаль в упражнениях с предметом.
- 1965 чемпионат мира (Прага, ЧССР) — серебряная медаль в многоборье.
- 1967 чемпионат мира (Копенгаген, Дания) — золотая медаль в групповых упражнениях.